# 한영자
한영자(韓榮子)는 대한민국의 탁구선수였다. 1954년 12월 싱가폴 아시아선수권대회에서 단식 은메달을 획득하였다.

## 참고
1. ↑  “榮冠머리에쓰고”. 동아일보. 1954년 12월 23일.